# Mediahuis
Mediahuis és un conglomerat mediàtic belga fundat el 2013 per la fusió de Corelio i Concentra. Amb seu a Anvers, opera a Bèlgica, els Països Baixos, Irlanda, Luxemburg i Alemanya. És editor de diaris nacionals i regionals com De Standaard, Het Nieuwsblad, Irish Independent i De Telegraaf, així com de revistes, plataformes digitals i emissores de ràdio com Nostalgie i Radio Veronica. El 2022, Mediahuis va registrar ingressos de 1.223 milions d’euros i comptava amb 4.597 empleats. Amb 1,8 milions de subscriptors, el 43% dels quals en format digital, Mediahuis és una de les empreses mediàtiques més grans de la Benelux i Irlanda.